# Arsinoe (nome)
Arsinoe  è un nome proprio di persona italiano femminile.

## Varianti
- Maschili: Arsinoo[2]

### Varianti in altre lingue
- Catalano: Arsínoe
- Greco antico: Ἀρσινόη (Arsinoe)[3]
  - Maschili: Ἀρσίνοος (Arsinoos)
- Greco moderno: Αρσινόη (Arsinoī)
  - Maschili: Αρσίνοος (Arsinoos)
- Inglese: Arsinoe, Arsinoë
- Latino: Arsinoe[2], Arsinoë
  - Maschili: Arsinous[2]
- Portoghese: Arsínoe
- Russo: Арсиноя (Arsinoja)
- Serbo: Арсиноја (Arsinoja)
- Spagnolo: 	Arsínoe
- Ungherese: Arszinoé

## Origine e diffusione
Continua il nome greco Ἀρσινόη (Arsinoe), composto da ἄρσις (arsis, "elevazione", "ascesa") e νόος (noos, o νοῦς, nous, "mente", "pensiero", "ingegno", presente anche in Antinoo e Alcinoo); il suo significato può essere interpretato come "di alto ingegno" o "elevazione della mente".
Si tratta di un nome di tradizione classica; sia nella forma maschile che nella femminile è presente nella mitologia greca come nome di svariati personaggi, fra i quali spicca in particolare Arsinoe, la madre di Asclepio.
Venne portato da svariate regine della dinastia tolemaica, fra le quali la sorellastra di Cleopatra, Arsinoe IV; il nome fu particolarmente popolare in Egitto in quel periodo, grazie alla fama di Arsinoe II, la seconda moglie di Tolomeo II. In italiano moderno gode invece di scarsa diffusione.

## Onomastico
Poiché il nome non è portato da alcuna santa ed è quindi adespota, l'onomastico si festeggia il 1º novembre, giorno di Ognissanti.

## Persone
- Arsinoe I, regina egizia

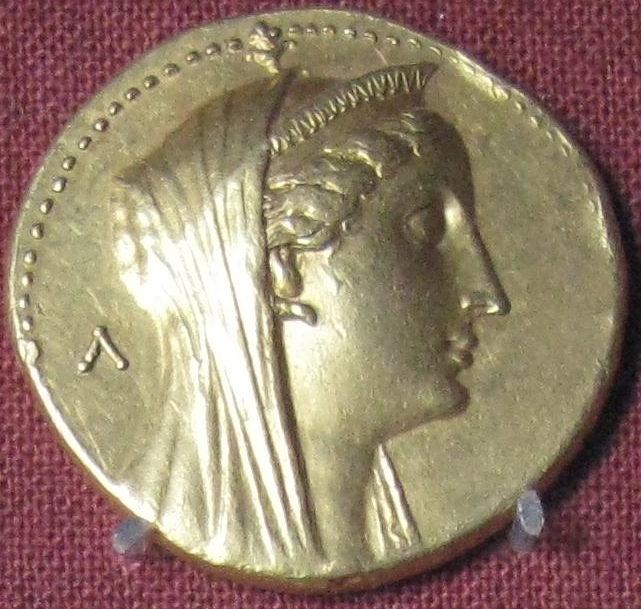
Arsinoe II

- Arsinoe II, regina di Macedonia, di Tracia e d'Egitto
- Arsinoe III, regina egizia
- Arsinoe IV, regina egizia
- Arsinoe di Macedonia, madre di Tolomeo I

## Il nome nelle arti
- Arsinoè è un personaggio dell'opera di Molière Il misantropo.